# Cilindercoördinaten

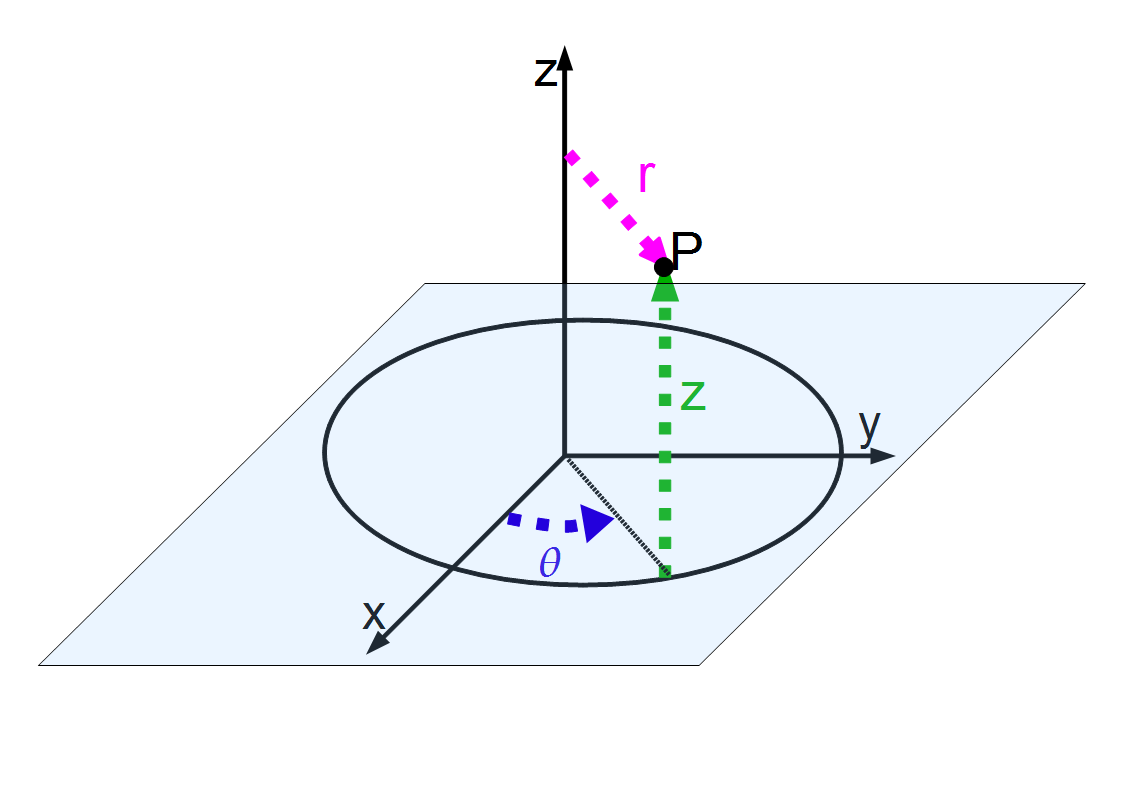
Punt in cilindercoördinaten

Cilindercoördinaten vormen een driedimensionaal coördinatenstelsel, gelijkend op het tweedimensionale stelsel van poolcoördinaten. Te vergelijken met poolcoördinaten vormen van een punt {\displaystyle P=(x,y,z)} de afstand {\displaystyle r} tot de {\displaystyle z}-as en de hoek {\displaystyle \theta } tussen de projectie van {\displaystyle OP} op het {\displaystyle xy}-vlak en de positieve {\displaystyle x}-as de eerste twee coördinaten. De derde coördinaat wordt gegeven door {\displaystyle z}. 
Het verband met de cartesische coördinaten {\displaystyle x} en {\displaystyle y} wordt gegeven door:
{\displaystyle x=r\ \cos(\theta )}
{\displaystyle y=r\ \sin(\theta )}
De {\displaystyle z}-coördinaat is dezelfde in beide stelsels.
Om verwarring van de hier gebruikte {\displaystyle r} en die bij bolcoördinaten te voorkomen wordt bij cilindercoördinaten ook wel {\displaystyle \rho } gebruikt.
Het gebruik van cilindercoördinaten is, net als bij poolcoördinaten, handig als er bij een object sprake is van symmetrie rond een as, bijvoorbeeld een cilinder.

## Jacobi-matrix
De jacobi-matrix van de transformatie is:
{\displaystyle J={\frac {\partial (r,\theta ,z)}{\partial (x,y,z)}}={\begin{bmatrix}{\frac {x}{r}}&{\frac {y}{r}}&0\\{\frac {-y}{r^{2}}}&{\frac {x}{r^{2}}}&0\\0&0&1\end{bmatrix}}={\begin{bmatrix}\cos(\theta )&\sin(\theta )&0\\-{\frac {1}{r}}\sin(\theta )&{\frac {1}{r}}\cos(\theta )&0\\0&0&1\end{bmatrix}}}
Omgekeerd:
{\displaystyle {\frac {\partial (x,y,z)}{\partial (r,\theta ,z)}}={\begin{bmatrix}\cos(\theta )&-r\sin(\theta )&0\\\sin(\theta )&r\cos(\theta )&0\\0&0&1\end{bmatrix}}={\begin{bmatrix}{\frac {x}{r}}&-y&0\\{\frac {y}{r}}&x&0\\0&0&1\end{bmatrix}}}

## Vectorveld
Het is gebruikelijk een vectorveld
{\displaystyle F(x,y,z)=(F_{x}(x,y,z),F_{y}(x,y,z),F_{z}(x,y,z))}
in poolcoördinaten te ontbinden in een component {\displaystyle F_{r}} langs de poolstraal in het {\displaystyle xy}-vlak, een component {\displaystyle F_{\theta }} loodrecht daarop in de richting van de hoek {\displaystyle \theta } en als derde component {\displaystyle F_{z}}. Voor deze componenten geldt:
{\displaystyle F_{r}=\ F_{x}\cos(\theta )+F_{y}\sin(\theta )}
{\displaystyle F_{\theta }=-F_{x}\sin(\theta )+F_{y}\cos(\theta )}
Omgekeerd:
{\displaystyle F_{x}=F_{r}\cos(\theta )-F_{\theta }\sin(\theta )}
{\displaystyle F_{y}=F_{r}\sin(\theta )+F_{\theta }\cos(\theta )}